# Dancer and the Moon
Dancer and the Moon er det niende studiealbum fra den britisk/amerikanske folkrockgruppe Blackmore's Night. det blev udgivet d. 1. juni 2013 og kom ind som #189 på USA's Billboard Album Charts.
"Carry On… Jon" er et instrumentalnummer og en hyldest til Jon Lord, der var med til at grundlægge Deep Purple, og som døde den 16. juli 2012 i en alder af 71.

## Spor[1]
Sangene er skrevet af Ritchie Blackmore og Candice Night, medmindre andet er noteret.
1. "I Think It's Going to Rain Today" - 3:54 (Randy Newman)
2. "Troika" - 3:30
3. "The Last Leaf" - 4:05
4. "Lady in Black" - 5:48 (Ken Hensley)
5. "Minstrels in the Hall" - 2:38 (Blackmore) Instrumental
6. "The Temple of the King" - 4:26 (Rainbow cover)
7. "Dancer and the Moon" - 4:55
8. "Galliard" - 2:00 (Blackmore) Instrumental
9. "The Ashgrove" - 2:21 (Traditional)
10. "Somewhere Over the Sea (The Moon is Shining)" - 4:07
11. "The Moon Is Shining (Somewhere Over the Sea)" - 6:19
12. "The Spinner's Tale" - 3:30
13. "Carry On… Jon" - 5:37 (Blackmore) Instrumental

## Personel
- Ritchie Blackmore – guitar, mandolin, bas, renæssancetrommer, tamburin
- Candice Night – vokal, tinwhistle
- Pat Regan - keyboard, producer

## Hitlister
| Hitliste (2013) | Højeste placering |
| --------------- | ----------------- |
| USA             | 189               |
| Storbritannien  | 89                |
| Holland         | 102               |
| Norge           | 24                |
| Sverige         | 22                |
| Finland         | 31                |
| Tyskland        | 13                |
| Schweiz         | 40                |
| Østrig          | 39                |
| Tjekkiet        | 29                |
| Ungarn          | 21                |